# فريدريكو بوبو
فريدريكو بوبو (بالإسبانية: Federico Puppo) (6 ديسمبر 1986 في الأوروغواي - ) هو لاعب كرة قدم أوروغواني في مركزي الوسط والهجوم. شارك مع منتخب الأوروغواي لكرة القدم. أما مع النوادي، فقد لعب مع ديفينسور سبورتينغ وريفر بليت وشيكاغو فاير ومونتيفيديو واندررز ونادي دانوبيو وClub Plaza Colonia de Deportes ‏ وليجا دي كويتو وسنترو أتلتيكو فينكس ‏.

## روابط خارجية
- فريدريكو بوبو على موقع الدوري الأمريكي (الإنجليزية)
- فريدريكو بوبو على موقع قاعدة بيانات كرة القدم.إي يو (الإنجليزية)
- فريدريكو بوبو على موقع Soccerway.com (الإنجليزية)
- فريدريكو بوبو على موقع عالم كرة القدم.نت (الإنجليزية)